# 流行性角結膜炎

ヒトの目の構造

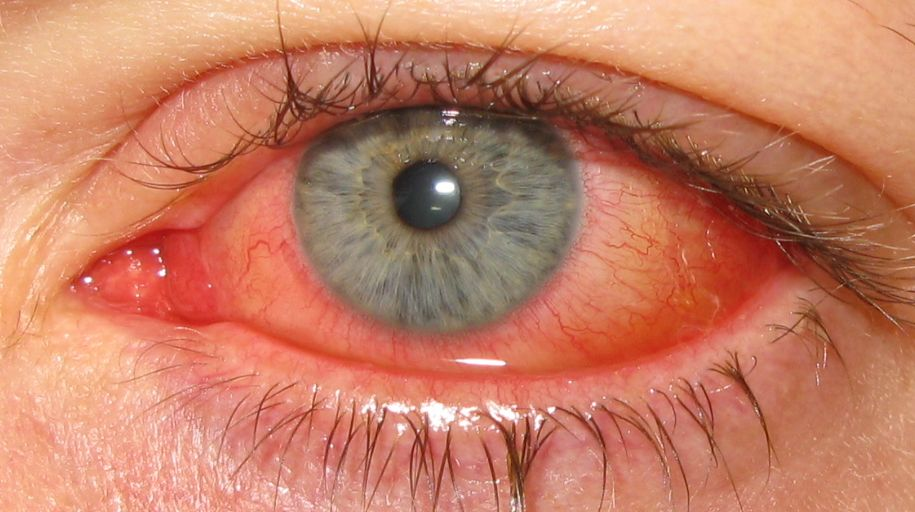
結膜炎を発症し充血している

流行性角結膜炎（りゅうこうせいかくけつまくえん）(EKC:epidemic keratoconjunctivitis)は、ウイルスによって引き起こされる急性の結膜炎、あるいは角膜炎。別名「はやり目」ともいわれ、感染力が強い。

## 原因・症状

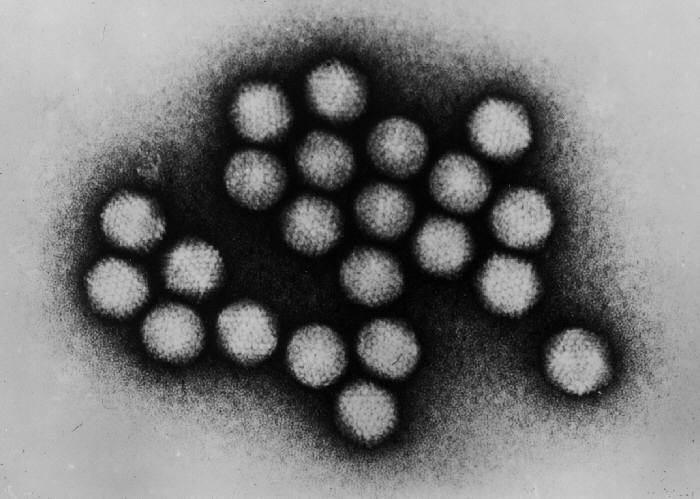
アデノウイルスの透過型電子顕微鏡による撮影像

主にアデノウイルス8型、19型、37型によっても引き起こされるが、希に B群の3型、7型、11型、E群の4型によっても引き起こされる。以前はプールでうつる夏の病気だったが、近頃では一年中見られるようになった。1週間から2週間程度の潜伏期の後、発症する。結膜炎と角膜炎を起こすため、角結膜炎と呼ばれる。また全例ではないが、耳前リンパ節の腫脹を伴う。

### 結膜炎
- 充血し、眼脂（めやに）が出る（ひどいときには「めやに」で目が開かないくらいになる）。
- 片目発症後、4〜5日後に反対側の目も発症する場合が多い。
- 涙目になったり、まぶたがはれることもある。
- 視力が少し低下する場合がある。
- 症状が重くなると、耳前リンパ節が腫れて触ると痛みを伴う。
- 症状が強い人の場合は、まぶたの裏の結膜に白い膜ができ、眼球の結膜に癒着をおこす。
- 症状が治まるまで約2-3週間かかる。

### 角膜炎
- 透明な角膜に点状の小さな混濁[2]が生じ、眼痛を感じる。
- 眩しさやかすみを感じる。
- 視力障害を感じることもある。
- 黒目の表面がすりむける角膜びらんを伴い、目がゴロゴロしたり、眼痛がひどくなる。
- 症状が数ヶ月から丸一年に及ぶこともある。

## 診断・治療
結膜炎の原因はウイルス性のほか、アレルギー性、細菌性などもあり、初期の段階での判断は難しい。症状や所見から当該疾患が疑われ診断されるが、現在では迅速診断法として抗原抗体反応を利用したELISA やクロマトグラフィー法により、簡易キットを用いた早期段階での判断ができるようになってきている。しかし、検査で陰性であっても必ずしもEKCが否定できる訳ではなく、後述の治療をしつつ数日間は経過を見る必要がある。
ウイルスに対する有効な薬剤はない。充血・炎症に対しステロイドの点眼を行い、細菌の混合感染の可能性に対しては、抗菌剤の点眼を行う。特に新生児や乳幼児では、細菌の混合感染で角膜穿孔を起こす事があるので注意が必要である。
角膜炎が強度になり視力低下や場合によっては失明の危険もあるため、早期に治療を開始することが望ましい。
感染症法に基づく届出のために必要な臨床症状は、「重症な急性濾胞性結膜炎」「角膜点状上皮下混濁」「耳前リンパ節腫脹・圧痛」のうち2つ以上。

## 注意点
主として手を介した接触感染である。ウイルスに感染した眼を手で触れると、手にウイルスが付着する。そのままいろんな物に触れると、その物にウイルスが付く。更に、他の人がそれに触れて、その手で目をこするなどした場合に感染するという経路がほとんどとなる。
- 手をよく洗い、手で目をこすったり、顔に触れたりしないこと。
- 休養をとって体力をおとさない。
- 風呂は最後に入り、その湯はすぐに捨てる。
- タオル類の共有はやめる。
- 治ったように見えても、しばらくの間は外出などは控える。
- 流行時には、院内感染による流行拡大もあるため、乳幼児は、診察を受けるとき以外は病院につれて行かない。また、入院中の患者が感染した場合、退院可能な場合は強制退院の対象となり得る[3]。

## 関連法規
- 感染症法 - 5類感染症定点把握疾患。眼科定点医療機関（全国約700カ所の眼科医療機関）は週単位で、翌週の月曜日に保健所に届け出なければならない。
- 学校保健法 - 学校感染症の一つで第3種（学校において流行を広げる可能性がある伝染病）。伝染の恐れがないと、医師が認めるまで出席停止。

児童に限らず成人が感染した場合でも原則的に出勤停止となり、特に医療従事者の感染は時に患者への二次感染を引き起こす事がある。